# ناحية بروانة
ناحية بروانة وهي ناحية في قضاء حديثة في محافظة الأنبار في العراق، مساحتها 1664 كيلومتراً مربعاً، مركزها مدينة بروانة.